# Chaikovskij (krater)
Chaikovskij är en nedslagskrater på planeten Merkurius, med en diameter på ungefär 171 kilometer.
Den är uppkallad efter tonsättaren Pjotr Tjajkovskij.